# Ferkessédougou flygplats
Ferkessédougou flygplats är en stängd flygplats vid staden Ferkessédougou i Elfenbenskusten. Den ligger i den centrala delen av landet, 300 km norr om huvudstaden Yamoussoukro. Ferkessédougou flygplats ligger 336 meter över havet. IATA-koden är FEK och ICAO-koden DIFK.